# Giulia Steingruber
Giulia Steingruber, née le 24 mars 1994 à Saint-Gall, est une gymnaste artistique suisse. Elle a notamment remporté dix médailles dont six en or aux Championnats d'Europe, ainsi qu'une médaille de bronze aux Jeux olympiques de Rio en 2016, une médaille de bronze aux Championnats du monde de Montréal en 2017 et quatre médailles dont deux en or aux Jeux européens de 2015.
À 18 ans, elle a été la plus jeune participante suisse aux Jeux olympiques de 2012.
Le vendredi 1er Octobre 2021, Giulia Steingruber annonce qu'elle arrête sa carrière.

## Palmarès

### Jeux olympiques
- Londres 2012
  - 14e au concours général individuel
- Rio de Janeiro 2016
  - 10e au concours général individuel
  -  médaille de bronze au saut de cheval[4]

### Championnats du monde
- Tokyo 2011
  - 16e au concours général individuel
  - 5e au saut de cheval

- Anvers 2013
  - 7e au concours général individuel
  - 4e au saut de cheval
  - 5e au sol

- Montréal 2017
  -  médaille de bronze au saut de cheval
  - 7e au concours général individuel

- Stuttgart 2019
  - 18e au concours général individuel

### Championnats d'Europe
- Birmingham 2010
  - 6e au concours par équipes

- Berlin 2011
  - 9e au concours général individuel
  - 6e au saut de cheval

- Bruxelles 2012
  - 4e au concours général individuel
  -  Médaille de bronze au saut de cheval[4]

- Moscou 2013
  - 4e au concours général individuel
  -  Médaille d'or au saut de cheval[5]

- Sofia 2014
  - 8e au concours par équipes
  -  Médaille d'or au saut de cheval
  -  Médaille de bronze au sol
  - 8e à la poutre

- Montpellier 2015
  -  Médaille d'or au concours général individuel
  -  Médaille d'argent au saut de cheval
  -  Médaille de bronze au sol

- Berne 2016
  -  Médaille d'or au saut de cheval
  -  Médaille d'or au sol

- Bâle 2021
  -  Médaille d'or au saut de cheval

### Jeux européens
- Bakou 2015
  -  Médaille d'or au saut de cheval
  -  Médaille d'or au sol
  -  Médaille d'argent au concours général individuel
  -  Médaille de bronze à la poutre[6]

### Autres
- American Cup 2014 :
  -  3e au concours général

## Distinctions
- Sportif suisse de l'année 2013[7]
- Jeux olympiques 2016 : porte-drapeau de la Suisse à la cérémonie d'ouverture[8]